# Bello Nock

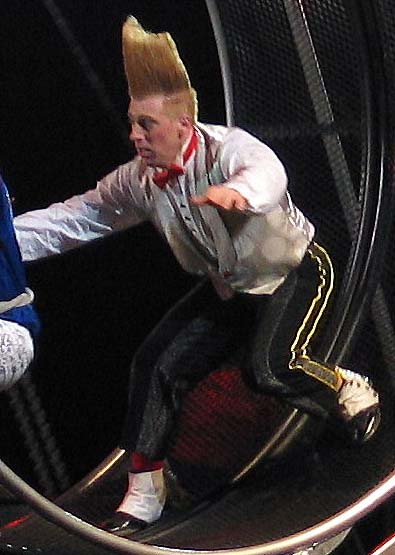
Bello Nock (2008)

Demetrius Alexandro Claudio Amadeus  Bello Nock (* 27. September 1968 in Sarasota, Florida) ist ein US-amerikanischer Clown, der unter anderem von 2001 bis 2008 beim Ringling Bros. and Barnum & Bailey Circus auftrat.

## Leben
Nock stammt aus einer Schweizer Zirkusfamilie. Seine Vorfahren gründeten im 18. Jahrhundert den Schweizer Circus Nock, der bis 2019 bestand. Sein Vater Eugene Nock Sr. (1934–1999) immigrierte 1954 in die USA und ließ sich in Sarasota nieder. Bereits im Alter von 3 Jahren stand Bello Nock als Teil der Nerveless Nock mit seinen drei Brüdern und anderen Familienmitgliedern auf der Bühne und in der  Manege.
Nach den Nerveless Nocks trat er im New Yorker Big Apple Circus auf, der 1999 das „Bello and Friends“-Programm aufnahm. 2001 wurde er von Feld Entertainment für den  Ringling Bros. and Barnum & Bailey Circus abgeworben. 2005 wurde Nock vom TIME Magazine zum besten Clown Amerikas gekürt. Im Jahr 2007 wurde das jährliche Ringling-Tourprogramm nach ihm „The Ultimate Bellobration“ benannt. Im großen Showfinale traten alle 98 Künstler des Zirkus (sowie die Elefanten) mit künstlichen Perücken auf, die Bellos Markenzeichen, einen mehr als 30 Zentimeter hohen rot-blonden „Haarturm“, nachahmten.
2007 entwarf Nock eine neue Version des Todesrads, bei dem zwei gegenläufige Einzelräder kombiniert werden, auf dem er gemeinsam mit Nikolas Wallenda einen Artistikakt präsentiert.

## Auszeichnungen
- 1998: Silberner Clown des Internationalen Zirkusfestivals von Monte Carlo
- 2011: Goldener Clown des Internationalen Zirkusfestivals von Monte Carlo
- Walt Disney Award for Creative Entertainment